# Time Shifted TV

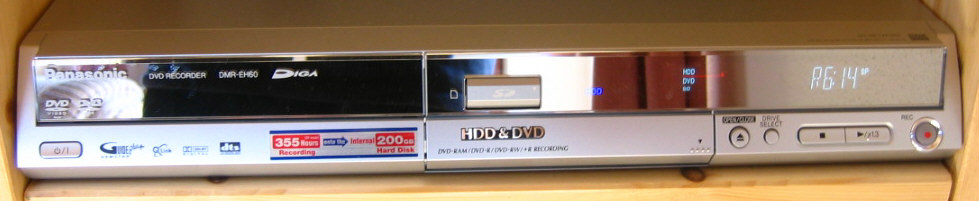
Відеомагнітофон з DVD-RAM і жорстким диском, за допомогою якого можна користуватись Time Shifted TV

Time Shifted TV (англ. телебачення, посунуте у часі) — система телебачення, що дозволяє заздалегідь замовляти перегляд телепередачі із «зсуненням» на зручний час. Користувач може переглядати телепрограми, використовуючи функціонал «Пауза» і «Перемотування». Можливість постановки на «паузу» телепрограм цифрового телебачення забезпечується записом програми на пристрій зберігання (жорсткий диск у приймачі цифрового телебачення, відеосервер у мережі оператора, зовнішні флеш-накопичувачі в ресіверах) і наступним його відтворенням за допомогою вбудованого медіаплеєра.